# 馨珠黄连木
馨珠黄连木（学名：Pistacia khinjuk）是漆树科黄连木属植物，原产西亚、南亚北部以及塔吉克斯坦、埃及。种加词来自于这种植物在俾路支斯坦的俗名。
馨珠黄连木的果实可供食用，种子可榨油。